# 吴子尤
吴子尤（1990年4月10日—2006年10月22日），少年作家，北京北达资源中学学生。
吴子尤的母亲柳红（1960年3月8日出生），父亲吴国盛（1964年9月5日出生）。

## 简介
吴子尤8岁开始写作，主要是小说、散文、现代诗、古体诗、杂文、话剧、小品、相声等。曾是鲁迅文学院少年作家班学员。
1996年，吴子尤进入北京宏庙小学学习，四年级转入北京大学附属小学学习，期间于2000年建立了“月亮文学社”，并表演、介绍了很多莎士比亚作品，还常常组织阅读活动。他还和朋友们拍摄了几部短片，其中有的作品被中国中央电视台兒童节目《大风车》选用。
2002年，吴子尤从小学毕业后，考入北京北达资源中学读初中。2004年3月24日，吴子尤感到身体不适，并检查出患有纵膈恶性肿瘤，住进北京大学医院治疗，接受过纵隔肿瘤和右肺上叶切除手术。手术、化疗伤害了他的骨髓造血功能。
2005年7月10日，吴子尤给李敖写去一封信。2005年9月，李敖在神州文化之旅特意安排看望过吴子尤。2005年9月21日，李敖在北京大学进行完演讲后，前往北京大学医院看望吴子尤，并赠送了他一本书；吴子尤回赠了自己写的一本书《谁的青春有我狂》，赠语是：“你也曾青春似我，我也会快意如你；谁敢说虽千万人吾往矣，谁又将两亿年握在手里”。2005年11月，他被邀请参加了凤凰卫视的《鲁豫有约》节目。
2006年9月，吳子尤病情恶化，血液各项指标全面下降。2006年10月22日凌晨2时50分，子尤在北京市复兴医院去世。2006年11月，子尤的朋友们在他的Blog上向所有关心子尤的人发布了这一消息。

## 作品
- 书籍《谁的青春有我狂》（少年儿童出版社 2005年8月 ISBN 7-5324-6636-1），该书收录了子尤从8岁到15岁的50多篇作品[4]。
- 书信《写给李敖的信》(外部链接（页面存档备份，存于）)
- 文章《让我心痛的妞妞和〈妞妞〉》（发表在2005年7月7日的《南方周末》上）外部链接（页面存档备份，存于）
- 文章《生亦漂亮死亦漂亮——读〈超越死亡——恩宠与勇气〉》（发表于2006年8月第24期《凤凰周刊》）外部链接（页面存档备份，存于）
- 情景喜剧《我爱五·三》
- 短片《命运电话铃》
- 短片《连接》
- 短片《迷彩生涯》

## 语录
- “20世纪出生的天才作家里，女的只有一个，张爱玲；男的就是我，子尤。”
- “这个年代值得见的作家，就是李敖”（在李敖来访期间的采访）
- “我并非崇拜他（李敖），只是欣赏他。在这一点上，我和李敖一样不随便崇拜任何人。”（在李敖来访期间的采访）
- “我和李敖是强者对强者”（在李敖来访期间的采访）
- “不用病撑腰，我也是很牛的。
- “这本书是我15岁的一个写作总结。书中，我只选了一篇与病有关的文章。这本书的颜色，应该是金色的，我最喜欢金色的阳光。”（对于《谁的青春有我狂》的介绍）
- “一次手术，两次胸穿，三次骨穿，四次化疗，五次转院，六次病危，七次吐血，八个月头顶空空，九死一生，十分快活。”

## 反响
- 他曾写作的《让我心痛的妞妞和〈妞妞〉》被媒体称为“对‘周国平哲学’提出质疑”。
- 媒体评论他是“青春狂人”，可能是出于书名的原因，而他并不这么认为，对于书名，他解释为想表达自己的青春丰富和充实。
- 媒体频繁引用他的“20世纪出生的天才作家里，女的只有一个，张爱玲；男的就是我，子尤。”一句话。对此他解释说，这是他一个作品中的语句，若阅读作品则能明白，何为他所谓的天才作家（关注内心，可能有点傻）。
- 有媒体报道他“身残志坚”，他对此并不十分认同，并表示，他出版的书中有关克服疾病的文章十分少。